# Fabián Pumar
Fabián Pumar (Montevideo, 14 febbraio 1976) è un ex calciatore uruguaiano, di ruolo difensore.